# Catalyseur CBS
Pour les articles homonymes, voir CBS.

Catalyseur de Corey-Bakshi-Shibata

Le catalyseur CBS ou catalyseur de Corey-Bakshi-Shibata est un catalyseur asymétrique organoboré. Il est utilisé dans de nombreuses réactions organiques telles que la réduction CBS, certaines réactions de Diels-Alder et certaines cycloadditions [3+2]. 
Le catalyseur se base sur la proline, un composé naturel chiral disponible facilement et à peu de frais, dans laquelle est notamment introduit un cycle d'oxazaborolidine. Le centre stéréogène de la proline est conservé dans le catalyseur qui à son tour ne réagit qu'avec un seul énantiomère, donnant à la réaction organique catalysée un caractère énantiosélectif. Cette sélectivité vient du fait que la contrainte stérique empêche la formation d'un état de transition avec l'un des énantiomères mais pas l'autre.
L'oxazaborolidine fut d'abord développée comme agent réducteur de cétone par le laboratoire d'Itsuno, et est donc appelée oxazaborolidine d'Itsuno-Corey.

## Synthèse
La synthèse est effectuée à partir de la (S)-proline ou d'un dérivé de la proline est énantiomériquement pur. Tout d'abord, le groupe amino de la proline est protégé par d'un groupe protecteur carboxybenzyle (Cbz), puis l'acide carboxylique est converti en ester de méthyle. Une réaction de Grignard avec le chlorure de phénylmagnésium conduit alors à l'alcool tertiaire. L'élimination du groupe protecteur et la réaction ultérieure avec l'acide méthylboronique aboutissent au catalyseur CBS. 
Le catalyseur CBS peut également être préparé à partir du diphénylprolinol qui se condense avec l'acide phénylboronique ou le borane. Le catlyseur CBS ainsi obtenu se complexe in situ avec le borane pour donner la forme active du catalyseur.

## Utilisation
Le utilisation du catalyseur CBS en synthèse organique suit en général ce protocole :
- la réaction démarre par une déshydratation azéotropique de l'acide boronique, ici l'acide toluèneboronique  (1), en boroxine (2) ;
- parallèlement, la proline (3a) est estérifiée (3b), puis subit une réaction de Grignard avec un réactif de Grignard (ici le bromure de 3,5-diméthylphénylmagnésium) pour produire le dérivé de proline 3d.
- la boroxine réagit avec le dérivé de proline (3d) pour former l'oxazaborolidine basique, c'est-à-dire le catalyseur CBS  (4) ;
- Un sel de superacide (6) peut être obtenu à l'aide de l'acide triflique (5).

D'autres catalyseurs similaires existent avec différents dérivés des réactifs.